# Djurgårdshamnen

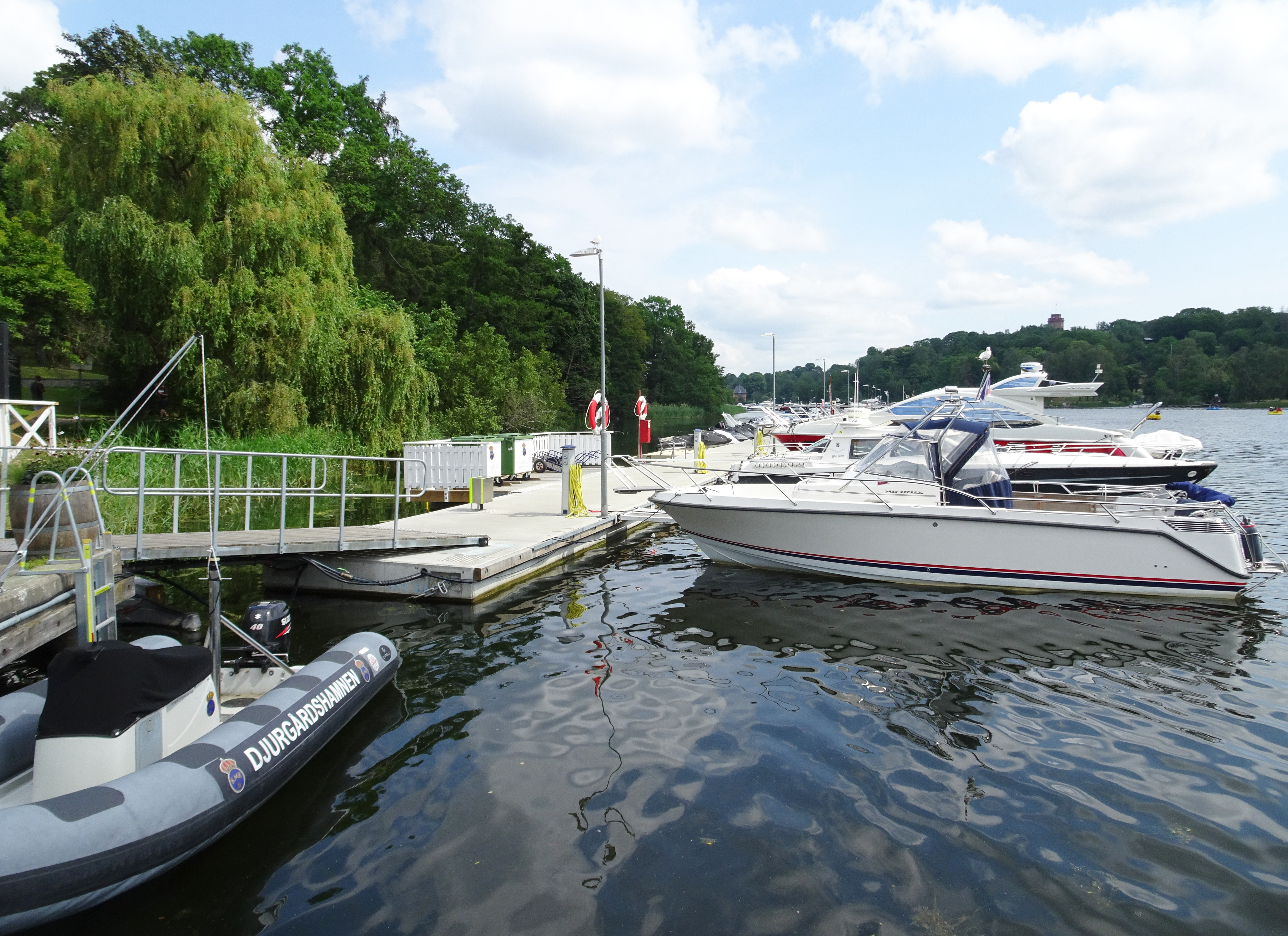
Djurgårdshamnen österut, juni 2022.

Djurgårdshamnen kallas en småbåtshamn som ligger i Djurgårdsbrunnsviken nedanför Nobelparken på Östermalm i Stockholm. Djurgårdshamnen är Stockholms hemmahamn för Kungliga Motorbåt Klubben (KMK).

## Beskrivning

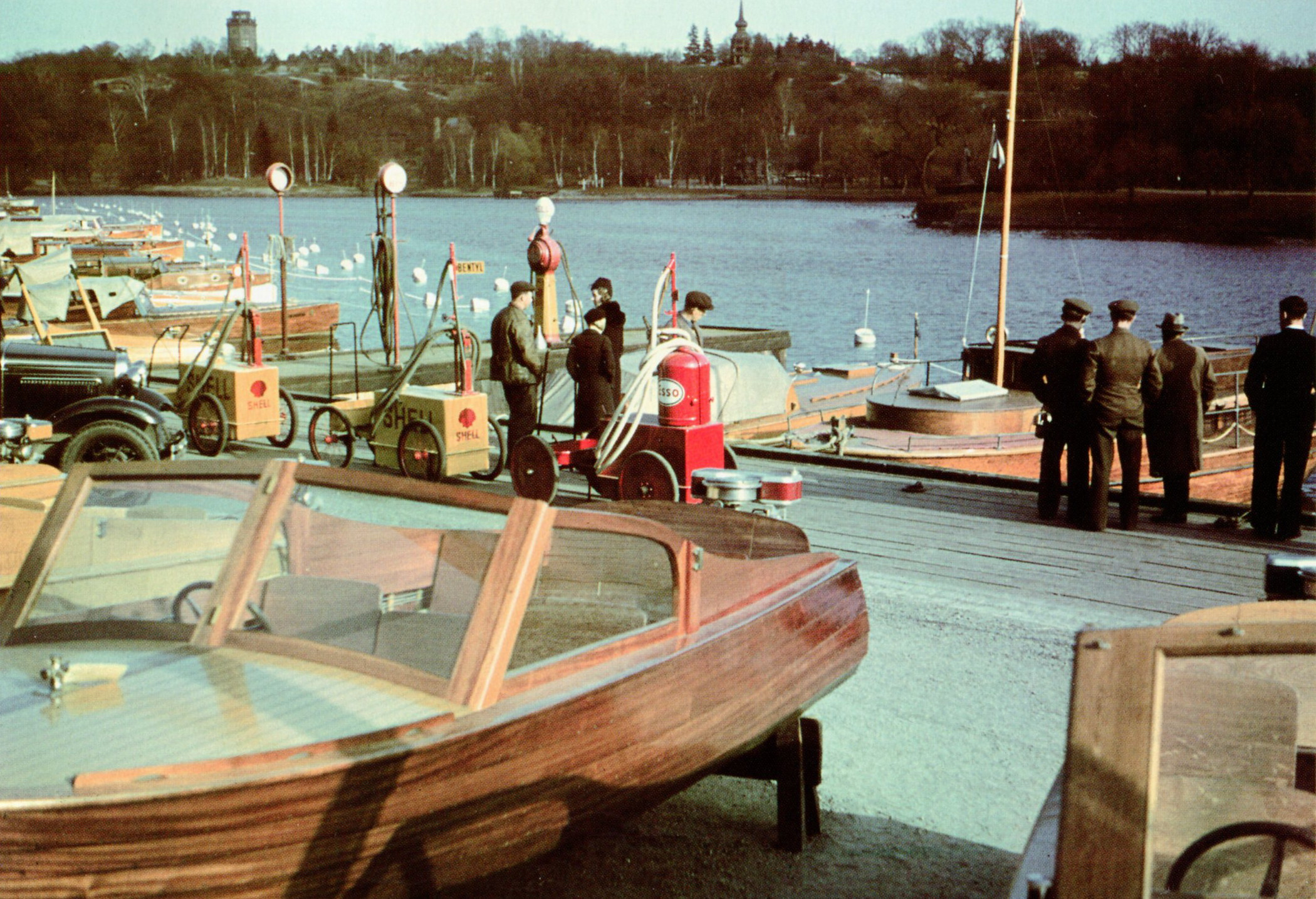
KMK:s brygga med Shells och Essos bensinpumpar, 1930-tal. Observerar de mobila pumparna (en med bentyl).

Djurgårdshamnen började anläggas 1915 samtidigt när KMK grundades. Till en början hade man en cirka 250 meter lång flytbrygga som sträckte sig söder om Nobelparken. Den förlängdes i omgångar och är idag ungefär 410 meter lång med plats för 250 båtar. 
Till en början var hamnkontoret en enkel stuga som ersattes med nuvarande KMK:s klubbhus, ritad 1928 eller 1930 av arkitekt Osvald Almqvist i elegant funktionalism. Byggnaden anses ha högt kulturhistoriskt värde. 
I anslutning till bryggan fanns under många år en numera nedlagd Shell sjömack. Shell hade drivmedelspumpar på flytbryggan och på sommaren hade man dessutom mobila pumpar som rullades fram till båtarna. Då var även Esso med en mobil pump på plats. I samband med upprustningen av Strandvägskajen efter 2005 stängdes sjömacken.
Idag har Djurgårdshamnen inga drivmedelspumpar längre men man har tillgång till elektricitet och vatten samt toalett. Vid hamnkontoret finns ett café som också är tillgänglig för allmänheten. För att erhålla en fast hamnplats i Djurgårdshamnen måste man vara medlem och båten registrerad i klubben. Mot ersättning tillhandahålls även gästplatser. Hamnkontoret är öppet från den 1 maj till den 31 oktober.
Till sommaren 2021 öppnade Kungliga Svenska Segel Sällskapet (KSSS) en ny gästhamn för 120 båtar som också kallas Djurgårdshamn. Den ligger i Ladugårdslandsviken nedanför Junibacken.

### Bilder

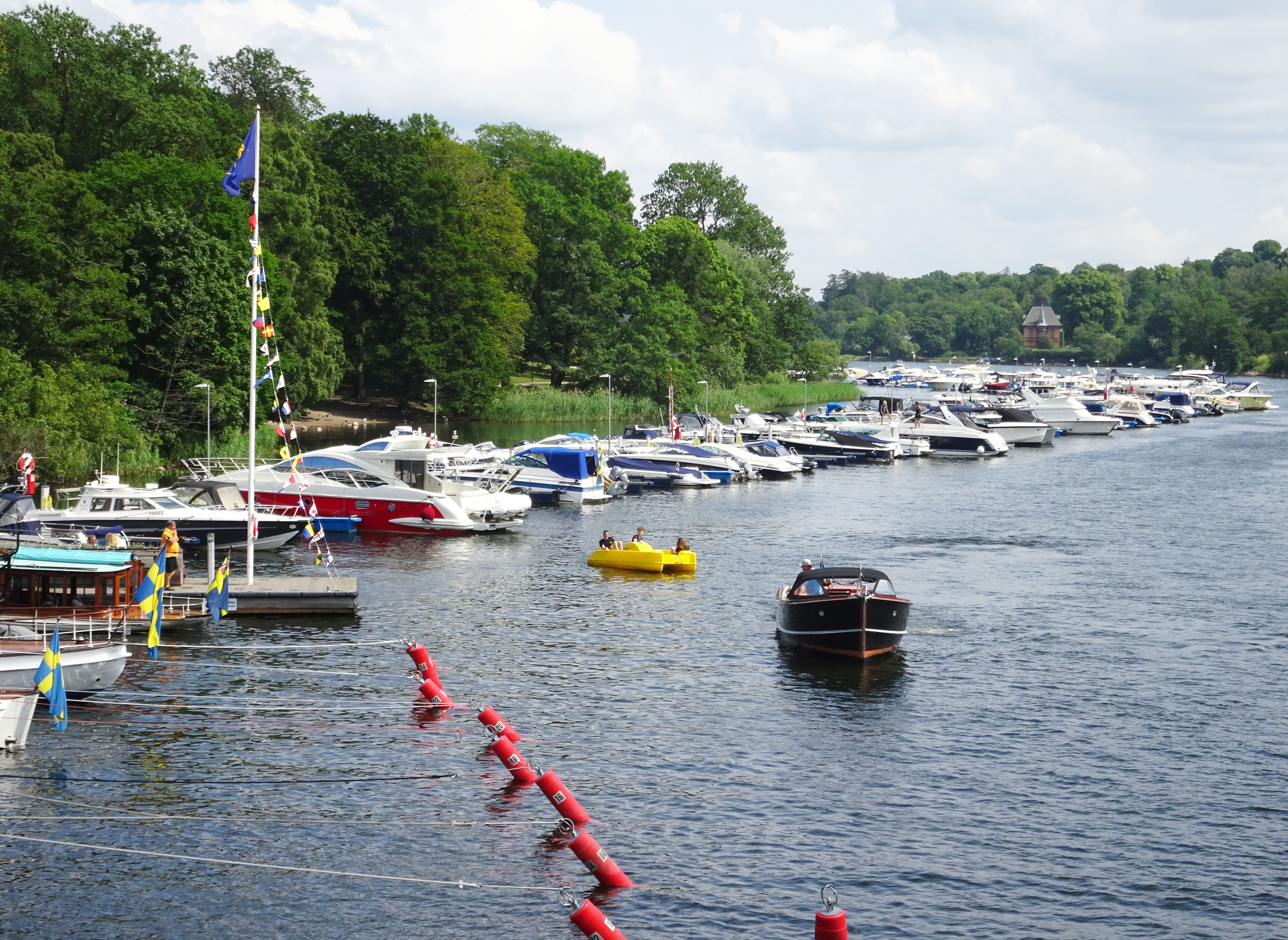
Djurgårdshamnen sedd från Djurgårdsbron.
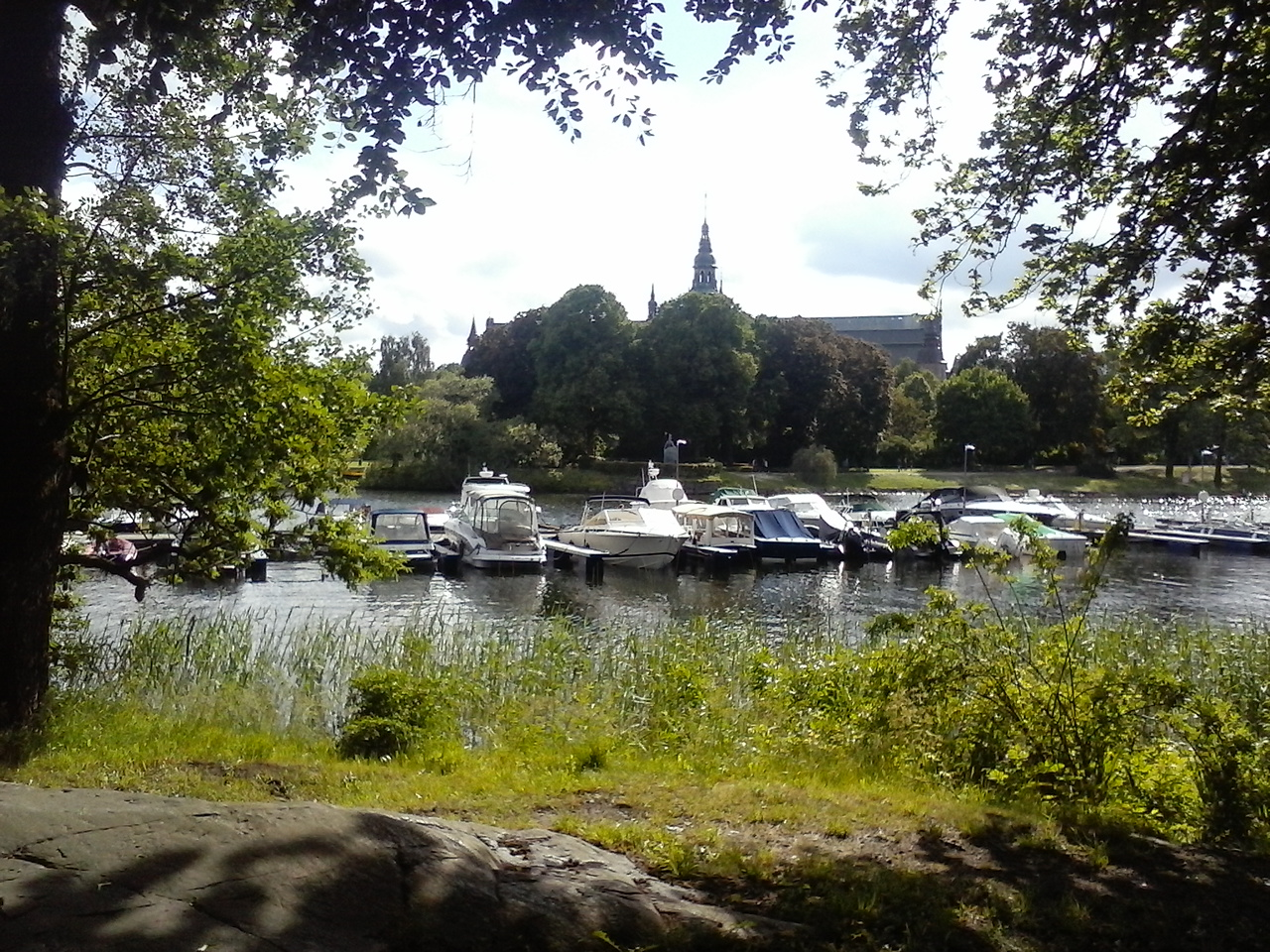
Djurgårdshamnen vid Nobelparken.
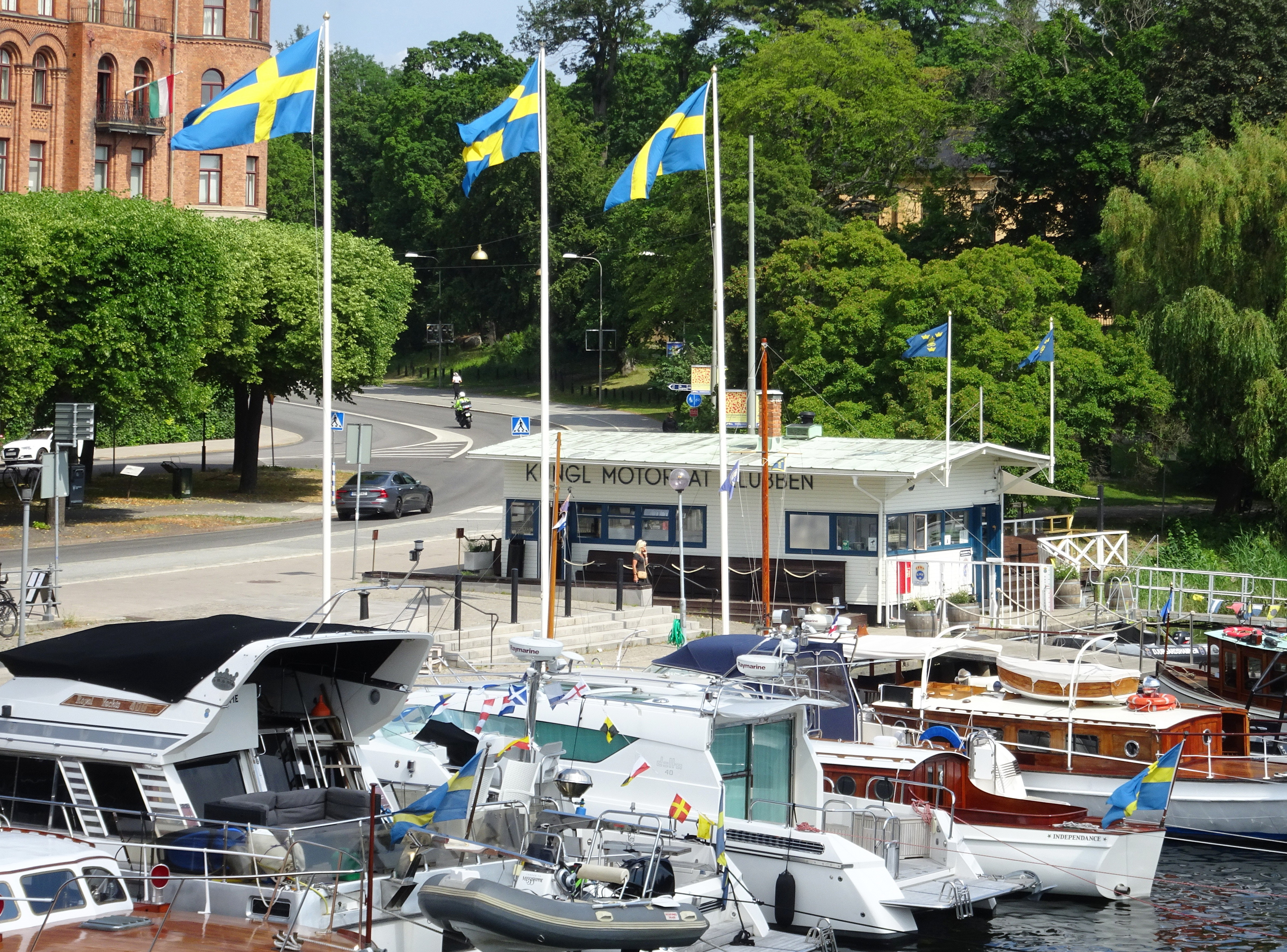
Klubbhuset och hamnkontoret.
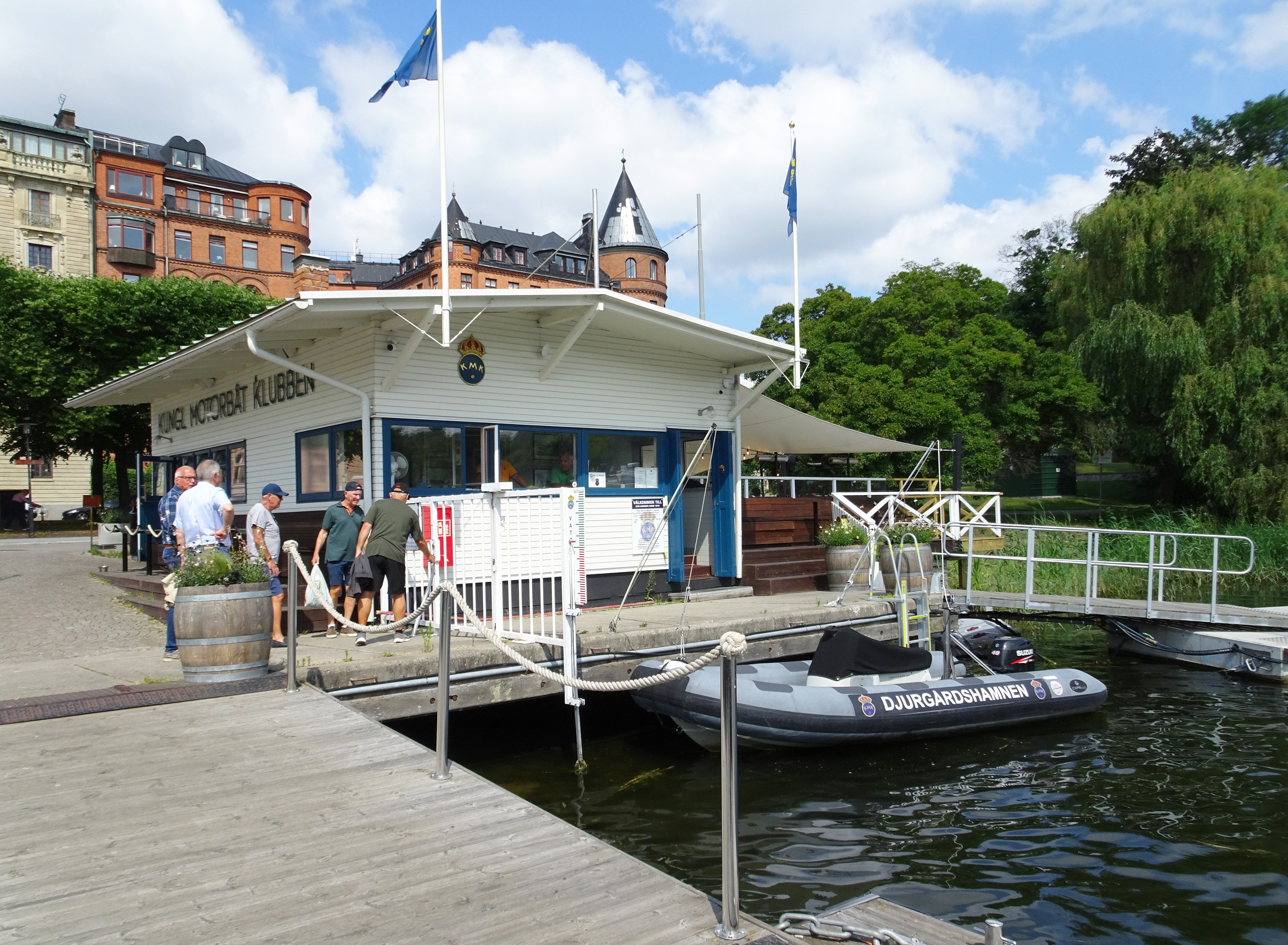
Klubbhuset och hamnkontoret.